# Балдаево
Балда́ево (чув. Палтай) — село в Ядринском районе Чувашской Республики. Входит в состав Персирланского сельского поселения.

## История
Первые упоминания села относятся к началу XVIII века. Историческое название — Богородское. Население состояло из чувашей, до 1724 — ясачных людей, а до 1866 — государственных крестьян. Основные занятия жителей в этот период: земледелие, животноводство и рыболовство. В XVIII веке село входило в состав Чебоксарского уезда Казанской губернии, а в XIX веке — в состав Ядринского уезда.
Не позднее 1790-х годов построена деревянная Казанско-Богородская церковь, в 1886 году построена каменная церковь (закрыта в 1941).
Не позднее 1872 года в селе было открыто сельское народное училище, в 1890 году создано смешанное земское училище, а в 1896 — одноклассная церковноприходская школа.
В начале XX века в селе проводился базар, ярмарка, действовали паровая и ветряная мельницы, круподёрка, винная лавка. В 1927 году село вошло в состав Ядринского района Чувашской республики. В 1931 году образован колхоз «Будённый».
В 1989 году в селе восстановлен храм Вознесения Господня.

## Население
| 2010 | 2012 |
| ---- | ---- |
| 216  | ↗265 |

## Люди, связанные с деревней
- Муравьев, Валерий Венедиктович — чувашский поэт, прозаик, журналист, краевед.
- Чиндыков, Борис Борисович — чувашский драматург, прозаик, поэт, публицист, переводчик.